# H&R Block

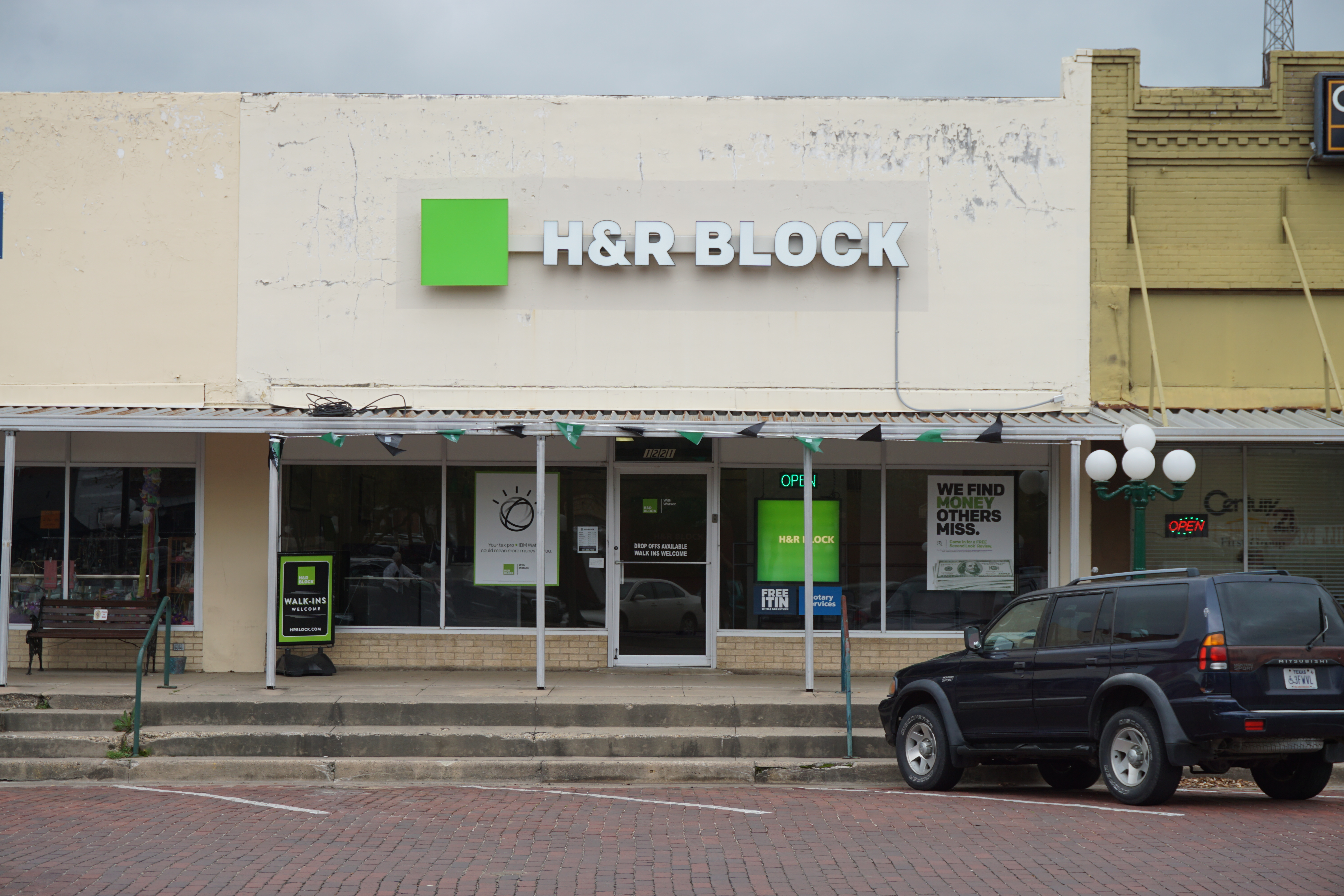
Eine H&R Block-Filiale in Commerce, Texas

H&R Block ist eine US-amerikanische Steuerberatungsgesellschaft. 

## Geschichte
Das Unternehmen wurde 1955 durch die Brüder Henry und Richard Bloch gegründet.
Im Jahr 1980 übernahm H&R Block den Internetdienstleister Compuserve und verkaufte diesen 1997 weiter.
Im Juni 2019 kündigte H&R Block die Übernahme von Wave Financial, einem kanadischen Finanztechnologieunternehmen, an. H&R Block erwarb Wave für rund 405 Millionen US-Dollar.  Im Jahr 2024 startete das Unternehmen eine Parodie-Miniserie "Responsibility Island", in der Steuern und Reality-TV kombiniert werden. Das Unternehmen erklärte, sein Ziel sei es, neue Kunden aus der Generation Z zu gewinnen.

## Unternehmen
H&R Block ist in Nordamerika, Australien und Indien aktiv und ist Teil des S&P 500-Index. H&R Block-Niederlassungen existieren in allen 50 US-Bundesstaaten, auf Puerto Rico, in anderen Außengebieten der Vereinigten Staaten und einigen US-Militärbasen weltweit. Im Geschäftsjahr 2018 hatte das Unternehmen 2700 festangestellte Vollzeitmitarbeiter, beschäftigte aber bis zu 90.700 saisonale Arbeitskräfte.

## Angebot und Dienstleistungen
H&R Block bietet neben seiner Tätigkeit in der Steuerberatung auch Software für die Erstellung von Steuererklärungen und Beratungsleistungen außerhalb der klassischen Steuerberatung an.  
Das Geschäftsmodell baut teilweise auf einem Franchise-System auf, bei welchem unabhängige Niederlassungen unter dem Namen H&R Block operieren, ohne direkt zum Konzern zu gehören.